# والتر باتلر
والتر باتلر (30 مايو 1882 في أستراليا - 12 مارس 1966) (بالإنجليزية: Walter Butler)‏ هو لاعب كريكت أسترالي.

## وصلات خارجية
- والتر باتلر على موقع إي آس بي آن كريك إنفو (الإنجليزية)